# Indohyus
Indohyus (que significa "Porco da Índia" das palavras gregas Indos "da Índia" e hûs "Porco") é um gênero extinto de ungulados digitígrados de dedos pares conhecidos a partir de fósseis do Eoceno no sul da Ásia. Este pequeno animal parecido com a espécie Tragulidae encontrado no Himalaia, é um dos primeiros ancestrais não cetáceos conhecidos das baleias .